# ミラティビティ
ミラティビティ（英：mirativity）あるいは意外性とは、話者の驚きや、思いがけないことを表す文法範疇である。米国の言語学者スコット・デランシーによって提唱された。意味論的範疇としてのミラティビティを標示する文法的要素は「ミラティブ (miratives, 略号：mir)」と呼ばれる。証拠性を表す形式がミラティブを兼ねている言語も少なくない。

## 研究史
「ミラティビティ」という語は、デランシー以前にも、ワショ語の記述において用いられていた。
通言語的な範疇としてのミラティブを扱った最初の文献であるDeLancey（1997）は、ミラティブを持つ言語の実例として、トルコ語・ヘアー語・スヌワール語・ラサ・チベット語・朝鮮語を挙げている。それ以降、デランシーの研究を参照する形で、他の言語（特にチベット・ビルマ語派）におけるミラティブの存在も数多く報告されてきた。もっとも、Lazard（1999）とHill（2012）のように、ミラティブという範疇の妥当性に疑義を呈する者も見られる。Lazard（1999）は、ミラティブを証拠性から区別することはできないとしている。Hill（2012）は、デランシーとAikhenvald（2004）の提示したミラティブの証拠が不十分である、ないしは誤りであるとしている。DeLancey（2012）は、Hill（2012）の指摘を受けて、チベット語に関する自身の分析の誤りを認めた一方（トルコ語・スヌワール語・朝鮮語に関しては言及なし）、ヘアー語・カムクラ語・マガール語には明確にミラティブと言える事例が見られるとした。一方、Hill（2015）は、ヘアー語の新たな分析を提示し、デランシーがヘアー語におけるミラティブの実例と見なしたものを、直接証拠性を示す形式として分析している。
アルバニア語には、ミラティブないし感嘆形 （admiratives）と呼ばれる一連の動詞活用形が存在する。これは話者の驚きだけでなく、アイロニー・疑念・引用などを表す機能を持つ。

## 事例
「おお」やWow!のような感動詞で「意外性」を表す言語は、通言語的によく見られる。イントネーションも驚きや新情報の表出に関与している。
広東語では、文末助詞のwo3 ~ wo4がミラティビティを表す。
hou2
好
とても
leng4
靚
可愛い
wo3!
喎！
(文末助詞)
「めっちゃ可愛いじゃん！」
("Wow, it's really cute!")
トルコ語の-mIşは、間接証拠性の標識であり、通常の文脈では話者が直接見聞きしたわけではない情報を表す。しかし、驚きの出来事や予期しなかった事象に対しては、話者がその場面を目撃した場合でも-mIşを用いることができる。
kiz-miz
娘-あなたの
çok
とても
iyi
良い
piyano
ピアノ
çal-ıyor-muş.
演奏する-(現在)-(ミラティブ)
「娘さんピアノすごく上手ですね！」

## 日琉語族におけるミラティビティ
現代日本語（標準語）の「タ形」（過去形）には、現在の出来事に対する意外性を表す、以下のような用例が見られる。
1. 探していた傘がこんなところにあった。
2. そう言えば今日は休店日だった。

北琉球語群に属する沖縄語首里方言では、動詞の変化結果を表す「シェーン形」が、間接証拠性ないしミラティビティも示す場合がある。